# 1824年アメリカ合衆国大統領選挙

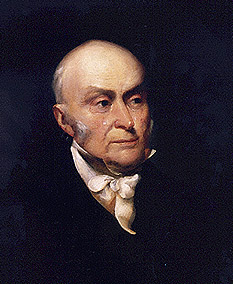
大統領当選者
ジョン・クィンシー・アダムズ

1824年アメリカ合衆国大統領選挙（1824ねんアメリカがっしゅうこくだいとうりょうせんきょ、英:United States presidential election, 1824）は、1824年10月26日から12月2日にかけて行われたアメリカ合衆国大統領選挙（第10回）。最終的にアメリカ合衆国下院に持ち込まれ、1825年2月9日にジョン・クィンシー・アダムズがアメリカ合衆国大統領に選ばれた。
この選挙の数年前から連邦党が崩壊していたため、議会に民主共和党の1党しかない時期が続いていた。この選挙では、民主共和党が4人の異なる大統領候補を推すアメリカの政治史の中でも異色なものになった。選挙の後にアンドリュー・ジャクソンが民主党を作り、アダムズとヘンリー・クレイが指導する派閥が国民共和党となり、後にホイッグ党となった。

この選挙は、選挙人選挙で過半数を制した候補者がいなかったために、アメリカ合衆国憲法修正第12条が1804年に成立して以来唯一大統領選挙が下院にもつれこんだことで有名である。また選挙人選挙で最多得票を得た者が大統領になれなかったことでも唯一の選挙である。さらに大統領になった者が一般選挙では勝っていなかったことでも最初の選挙であった。ただし、この時の一般選挙は全国で行われた訳ではなかった。幾つかの州は一般投票を行わず、州議会が選挙人を選んだ。

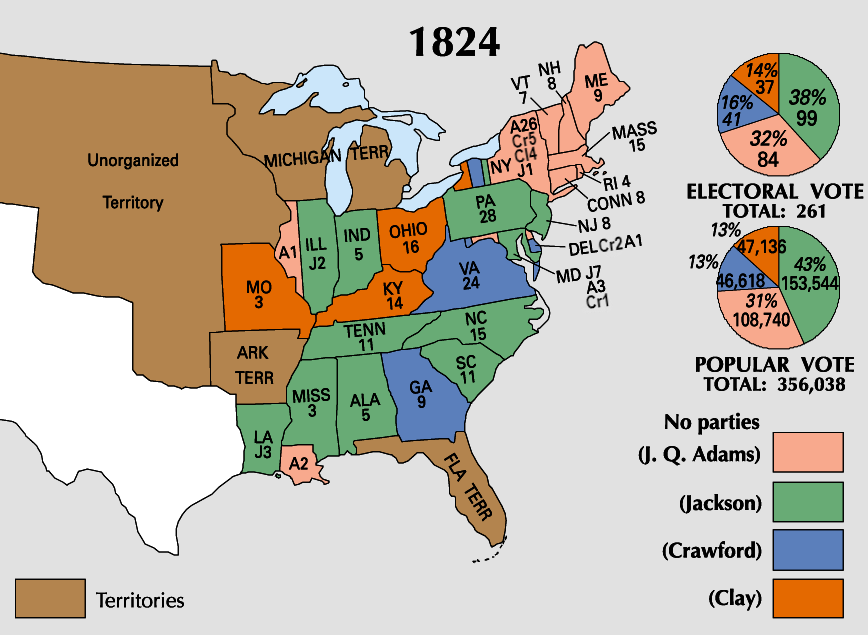
選挙結果の図。数字は各州の選挙人数。緑色はジャクソン、桃色はアダムズ、青色はクロウフォード、橙色はクレイが獲得した州を示す。

## 一般選挙

### 選挙運動
この選挙の大統領候補者は次の4人であった。
アンドリュー・ジャクソン将軍（テネシー州出身）米英戦争の時のカリスマ的英雄であり、元アメリカ合衆国下院議員、選挙時はアメリカ合衆国上院議員。
1822年にテネシー州議会から、1824年にペンシルベニア州の民主共和党党員集会から大統領候補に指名された。
ジョン・クィンシー・アダムズ（マサチューセッツ州出身）元大統領ジョン・アダムズの息子、元連邦党員、元ロシア駐在アメリカ合衆国大使、ガン条約の条約案起草者の1人、元マサチューセッツ州選出アメリカ合衆国上院議員、選挙時はアメリカ合衆国国務長官。
アダムズは元連邦党員であり、ニューイングランドの有権者にはその名残で人気があったので、ヘンリー・クレイよりは多くの支持を得ていた。また、この選挙に先んじてアダムズ一家は民主共和党に参入していた。
ウィリアム・クロウフォード（ジョージア州出身）元フランス駐在アメリカ合衆国大使、元ジョージア州選出アメリカ合衆国上院議員、元アメリカ合衆国陸軍長官、選挙時はアメリカ合衆国財務長官
伝統ある議員集会ではクロウフォードを大統領候補に、アルバート・ギャラティンを副大統領候補に指名したが、出席党員の数が少なく、非民主的と周囲から攻撃された。ギャラティンは後に副大統領候補を辞退した。1823年、クロウフォードは卒中を患い、1824年には快復したものの大統領になるには障害となった。
ヘンリー・クレイ（ケンタッキー州出身）「偉大なる妥協製作者」、選挙時はアメリカ合衆国下院議長。
候補者達は国の異なる地域の支持を得ていたので、政策論争よりも各候補が選挙民からの人気を競い合う傾向となった。アダムズは国の北東部で強く、ジャクソンは南部と大西洋岸中部で、クレイは（当時の）西部の一部で、クロウフォードは南東部海岸地方で強かった。
また、当時の陸軍長官でサウスカロライナ州出身のジョン・カルフーンは候補者選びの初期段階で5番目の候補者であったが、南部でのクロウフォードの人気を観察した結果、副大統領の候補となる道を選び、ジャクソンを応援した。アダムズとジャクソン双方の支持者がカルフーンを応援し、選挙人投票で楽に過半数を獲得した。

### 結果
選挙人選挙の結果、4人の大統領候補は誰も過半数を獲得できず、最終選挙は下院にゆだねられた。一方カルフーンは副大統領候補として有力な対立候補のいない選挙となり、選挙人選挙で182票を獲得して当選した。
| 大統領選の結果                 | 大統領選の結果 | 大統領選の結果     | 大統領選の結果         | 大統領選の結果 |
| 大統領候補者                   | 党             | 出身州             | 一般得票数 （得票率%） | 選挙人得票数   |
| ------------------------------ | -------------- | ------------------ | ---------------------- | -------------- |
| アンドリュー・ジャクソン       | 民主共和党     | テネシー州         | 151,271 （41.3%）      | 99             |
| ジョン・クィンシー・アダムズ   | 民主共和党     | マサチューセッツ州 | 113,122 （30.9%）      | 84             |
| ウィリアム・クロウフォード     | 民主共和党     | ジョージア州       | 40,856 （11.2%）       | 41             |
| ヘンリー・クレイ               | 民主共和党     | ケンタッキー州     | 47,531 （13.0%）       | 37             |
| マサチューセッツ州非拘束選挙人 | -              | -                  | 6,616 （1.8%）         | 0              |
| その他                         | -              | -                  | 6,437 （1.8%）         | 0              |
| 合計                           |                |                    | 365,833                | 261            |
| 選出必要数                     |                |                    |                        | 131            |

（注） 一般選挙の数字にはデラウェア州、ジョージア州、ルイジアナ州、ニューヨーク州、サウスカロライナ州およびバーモント州が含まれていない。これらの州では選挙人は一般投票ではなく州議会で選出された。
副大統領選の結果
| 副大統領選の結果               | 副大統領選の結果 | 副大統領選の結果   | 副大統領選の結果 |
| 副大統領候補者                 | 党               | 出身州             | 選挙人得票数     |
| ------------------------------ | ---------------- | ------------------ | ---------------- |
| ジョン・カルフーン             | 民主共和党       | サウスカロライナ州 | 182              |
| ネイサン・サンフォード         | 民主共和党       | ニューヨーク州     | 30               |
| ナサニエル・メイコン           | 民主共和党       | ノースカロライナ州 | 24               |
| アンドリュー・ジャクソン       | 民主共和党       | テネシー州         | 13               |
| マーティン・ヴァン・ビューレン | 民主共和党       | ニューヨーク州     | 9                |
| ヘンリー・クレイ               | 民主共和党       | ケンタッキー州     | 2                |
| 合計                           |                  |                    | 261              |
| 選出必要数                     |                  |                    | 131              |

## 州ごとの結果
|                      |          | アンドリュー・ジャクソン 民主共和党 | アンドリュー・ジャクソン 民主共和党 | アンドリュー・ジャクソン 民主共和党 | ジョン・クィンシー・アダムズ 民主共和党 | ジョン・クィンシー・アダムズ 民主共和党 | ジョン・クィンシー・アダムズ 民主共和党 | ヘンリー・クレイ 民主共和党 | ヘンリー・クレイ 民主共和党 | ヘンリー・クレイ 民主共和党 | ウィリアム・クロウフォード 民主共和党 | ウィリアム・クロウフォード 民主共和党 | ウィリアム・クロウフォード 民主共和党 | 州計    | 州計 |  |
| 州                   | 選挙人数 | #                                   | %                                   | 選挙人数                            | #                                       | %                                       | 選挙人数                                | #                           | %                           | 選挙人数                    | #                                     | %                                     | 選挙人数                              | #       |      |  |
| -------------------- | -------- | ----------------------------------- | ----------------------------------- | ----------------------------------- | --------------------------------------- | --------------------------------------- | --------------------------------------- | --------------------------- | --------------------------- | --------------------------- | ------------------------------------- | ------------------------------------- | ------------------------------------- | ------- | ---- |  |
| アラバマ州           | 5        | 9,429                               | 69.32                               | 5                                   | 2,422                                   | 17.80                                   | -                                       | 96                          | 0.71                        | -                           | 1,656                                 | 12.17                                 | -                                     | 13,603  | AL   |  |
| コネチカット州       | 8        | 名簿なし                            | 名簿なし                            | 名簿なし                            | 7,494                                   | 70.39                                   | 8                                       | 名簿なし                    | 名簿なし                    | 名簿なし                    | 1,965                                 | 18.46                                 | -                                     | 10,647  | CT   |  |
| デラウェア州         | 3        | 一般投票実施せず                    | 一般投票実施せず                    | 一般投票実施せず                    | 一般投票実施せず                        | 一般投票実施せず                        | 1                                       | 一般投票実施せず            | 一般投票実施せず            | 一般投票実施せず            | 一般投票実施せず                      | 一般投票実施せず                      | 2                                     | -       | DE   |  |
| ジョージア州         | 9        | 一般投票実施せず                    | 一般投票実施せず                    | 一般投票実施せず                    | 一般投票実施せず                        | 一般投票実施せず                        | 一般投票実施せず                        | 一般投票実施せず            | 一般投票実施せず            | 一般投票実施せず            | 一般投票実施せず                      | 一般投票実施せず                      | 9                                     | -       | GA   |  |
| イリノイ州           | 3        | 1,272                               | 27.23                               | 2                                   | 1,516                                   | 32.46                                   | 1                                       | 1,036                       | 22.18                       | -                           | 847                                   | 18.13                                 | -                                     | 4,671   | IL   |  |
| インディアナ州       | 5        | 7,343                               | 46.61                               | 5                                   | 3,095                                   | 19.65                                   | -                                       | 5,315                       | 33.74                       | -                           | 名簿なし                              | 名簿なし                              | 名簿なし                              | 15,753  | IN   |  |
| ケンタッキー州       | 14       | 6,356                               | 27.23                               | -                                   | 名簿なし                                | 名簿なし                                | 名簿なし                                | 16,982                      | 72.77                       | 14                          | 名簿なし                              | 名簿なし                              | 名簿なし                              | 23,338  | KY   |  |
| ルイジアナ州         | 5        | 一般投票実施せず                    | 一般投票実施せず                    | 3                                   | 一般投票実施せず                        | 一般投票実施せず                        | 2                                       | 一般投票実施せず            | 一般投票実施せず            | 一般投票実施せず            | 一般投票実施せず                      | 一般投票実施せず                      | 一般投票実施せず                      | -       | LA   |  |
| メイン州             | 9        | 名簿なし                            | 名簿なし                            | 名簿なし                            | 10,289                                  | 81.50                                   | 9                                       | 名簿なし                    | 名簿なし                    | 名簿なし                    | 2,336                                 | 18.50                                 | -                                     | 12,625  | ME   |  |
| メリーランド州       | 11       | 14,523                              | 43.73                               | 7                                   | 14,632                                  | 44.05                                   | 3                                       | 695                         | 2.09                        | -                           | 3,364                                 | 10.13                                 | 1                                     | 33,214  | MD   |  |
| マサチューセッツ州   | 15       | 名簿なし                            | 名簿なし                            | 名簿なし                            | 30,687                                  | 72.97                                   | 15                                      | 名簿なし                    | 名簿なし                    | 名簿なし                    | 名簿なし                              | 名簿なし                              | 名簿なし                              | 42,056  | MA   |  |
| ミシシッピ州         | 3        | 3,121                               | 63.77                               | 3                                   | 1,654                                   | 33.80                                   | -                                       | 名簿なし                    | 名簿なし                    | 名簿なし                    | 119                                   | 2.43                                  | -                                     | 4,894   | MS   |  |
| ミズーリ州           | 3        | 1,166                               | 33.97                               | -                                   | 159                                     | 4.63                                    | -                                       | 2,042                       | 59.50                       | 3                           | 32                                    | 0.93                                  | -                                     | 3,432   | MO   |  |
| ニューハンプシャー州 | 8        | 名簿なし                            | 名簿なし                            | 名簿なし                            | 9,389                                   | 93.59                                   | 8                                       | 名簿なし                    | 名簿なし                    | 名簿なし                    | 643                                   | 6.41                                  | -                                     | 10,032  | NH   |  |
| ニュージャージー州   | 8        | 10,332                              | 52.08                               | 8                                   | 8,309                                   | 41.89                                   | -                                       | 名簿なし                    | 名簿なし                    | 名簿なし                    | 1,196                                 | 6.03                                  | -                                     | 19,837  | NJ   |  |
| ニューヨーク州       | 36       | 一般投票実施せず                    | 一般投票実施せず                    | 1                                   | 一般投票実施せず                        | 一般投票実施せず                        | 26                                      | 一般投票実施せず            | 一般投票実施せず            | 4                           | 一般投票実施せず                      | 一般投票実施せず                      | 5                                     | -       | NY   |  |
| ノースカロライナ州   | 15       | 20,231                              | 56.03                               | 15                                  | 名簿なし                                | 名簿なし                                | 名簿なし                                | 名簿なし                    | 名簿なし                    | 名簿なし                    | 15,622                                | 43.26                                 | -                                     | 36,109  | NC   |  |
| オハイオ州           | 16       | 18,489                              | 36.96                               | -                                   | 12,280                                  | 24.55                                   | -                                       | 19,255                      | 38.49                       | 16                          | 名簿なし                              | 名簿なし                              | 名簿なし                              | 50,024  | OH   |  |
| ペンシルベニア州     | 28       | 35,929                              | 76.04                               | 28                                  | 5,436                                   | 11.50                                   | -                                       | 1,705                       | 3.61                        | -                           | 4,182                                 | 8.85                                  | -                                     | 47,252  | PA   |  |
| ロードアイランド州   | 4        | 名簿なし                            | 名簿なし                            | 名簿なし                            | 2,145                                   | 91.47                                   | 4                                       | 名簿なし                    | 名簿なし                    | 名簿なし                    | 200                                   | 8.53                                  | -                                     | 2,345   | RI   |  |
| サウスカロライナ州   | 11       | 一般投票実施せず                    | 一般投票実施せず                    | 11                                  | 一般投票実施せず                        | 一般投票実施せず                        | 一般投票実施せず                        | 一般投票実施せず            | 一般投票実施せず            | 一般投票実施せず            | 一般投票実施せず                      | 一般投票実施せず                      | 一般投票実施せず                      | -       | SC   |  |
| テネシー州           | 11       | 20,197                              | 97.45                               | 11                                  | 216                                     | 1.04                                    | -                                       | 名簿なし                    | 名簿なし                    | 名簿なし                    | 312                                   | 1.51                                  | -                                     | 20,725  | TN   |  |
| バーモント州         | 7        | 一般投票実施せず                    | 一般投票実施せず                    | 一般投票実施せず                    | 一般投票実施せず                        | 一般投票実施せず                        | 7                                       | 一般投票実施せず            | 一般投票実施せず            | 一般投票実施せず            | 一般投票実施せず                      | 一般投票実施せず                      | 一般投票実施せず                      | 35,031  | VT   |  |
| バージニア州         | 24       | 2,975                               | 19.35                               | -                                   | 3,419                                   | 22.24                                   | -                                       | 419                         | 2.73                        | -                           | 8,558                                 | 55.68                                 | 24                                    | 15,371  | VA   |  |
| 合計:                | 261      | 151,363                             | 41.36                               | 99                                  | 113,142                                 | 30.92                                   | 84                                      | 47,545                      | 12.99                       | 37                          | 41,032                                | 11.21                                 | 41                                    | 365,928 | US   |  |
| 選出必要数:          | 131      |                                     |                                     |                                     |                                         |                                         |                                         |                             |                             |                             |                                       |                                       |                                       |         |      |  |

### 組み合わせによる得票
| 投票の結果                   | 投票の結果                     | 投票の結果   |
| 大統領候補者                 | 副大統領候補                   | 選挙人得票数 |
| ---------------------------- | ------------------------------ | ------------ |
| アンドリュー・ジャクソン     | ジョン・カルフーン             | 98～99       |
| ジョン・クインシー・アダムズ | ジョン・カルフーン             | 65～74       |
| ウィリアム・クロウフォード   | ナサニエル・メイコン           | 24           |
| ヘンリー・クレイ             | ネイサン・サンフォード         | 23～27       |
| ジョン・クインシー・アダムズ | アンドリュー・ジャクソン       | 9～10        |
| ウィリアム・クロウフォード   | マーティン・ヴァン・ビューレン | 9            |
| ヘンリー・クレイ             | ジョン・カルフーン             | 7～11        |
| ヘンリー・クレイ             | アンドリュー・ジャクソン       | 3            |
| ウィリアム・クロウフォード   | ヘンリー・クレイ               | 1～2         |
| ジョン・クインシー・アダムズ | なし                           | 1            |
| ジョン・クインシー・アダムズ | ネイサン・サンフォード         | 0～7         |
| ウィリアム・クロウフォード   | ジョン・カルフーン             | 0～7         |
| ウィリアム・クロウフォード   | ネイサン・サンフォード         | 0～5         |
| アンドリュー・ジャクソン     | ネイサン・サンフォード         | 0～1         |
| ジョン・クインシー・アダムズ | ヘンリー・クレイ               | 0～1         |
| ウィリアム・クロウフォード   | アンドリュー・ジャクソン       | 0～1         |

（注） Wikipediaの研究ではデラウェア州、メリーランド州、およびニューヨーク州の選挙人による連名投票の結果を明確にできていない。よって、上の結果は最小と最大の推測値を示す。

## 1825年臨時選挙

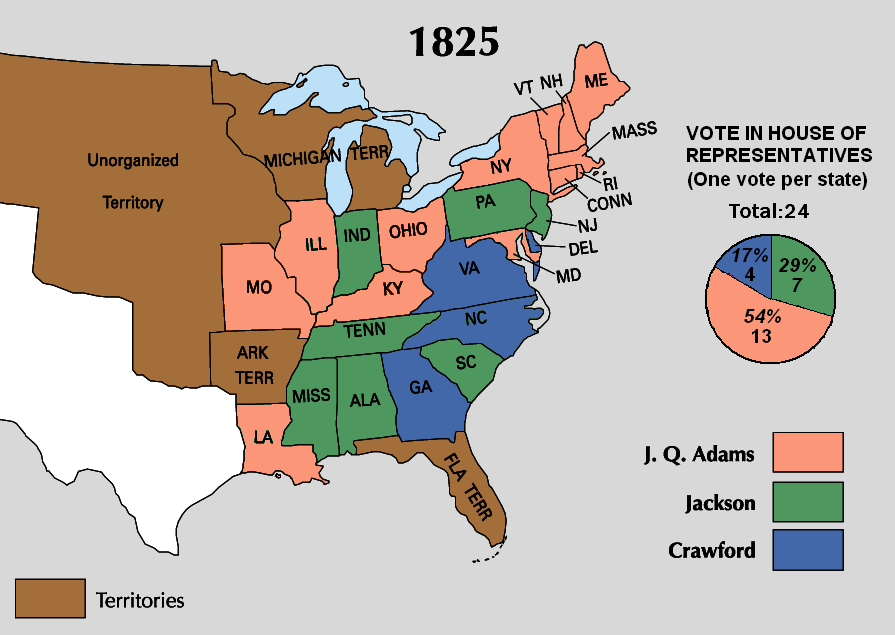
下院での州ごとの投票結果

大統領の選出は下院に預けられた。憲法修正第12条では、選挙人選挙の結果で上位3名のみが下院での選挙に出ることが出来るとされていたため、ジャクソン、アダムズ、クロウフォードが候補者となった。
規定により除外されたクレイはたまたま下院議長であったため、選挙を仕切ることとなった。クレイはジャクソンを嫌っていたので、ジャクソンについて「私は最高権威職の難しく複雑な様々な任務に対して、ニューオーリンズで2,500人のイギリス兵を殺したことが資格になると信じることはできない」と語った。さらにクレイの考える経済施策（アメリカ・システム）は、アダムズの提唱する関税や国内改良の立場に近く、ジャクソンやクロウフォードとは一線を画していたので、クレイより多くの投票を得ていたアダムズにその支持を回した。その結果、ジョン・クインシー・アダムズが1825年2月9日の最初の投票で大統領に選ばれた。
ジャクソンは、一般投票でも選挙人投票でも多数を占めており、自分が大統領に選ばれるものと思っていたため、このアダムズの逆転勝利に衝撃を受けた。アダムズがクレイを国務長官に指名すると、アダムズやその前の3人の大統領が国務長官を経験していたので、クレイが大統領の後継者であると宣言した。
ジャクソンとその支持者は、アダムズとクレイが「裏取引」をやったと非難した。アダムズの任期である4年間にわたってこの非難は続き、最終的には1828年の選挙でジャクソンが大統領に当選したことでこの論争に決着がついた。
|           | アダムズ | ジャクソン | クロウフォード |
| --------- | -------- | ---------- | -------------- |
| 第1回投票 | 13       | 7          | 4              |

|                      | 第1回投票      |
| -------------------- | -------------- |
| アラバマ州           | ジャクソン     |
| コネチカット州       | アダムズ       |
| デラウェア州         | クロウフォード |
| ジョージア州         | クロウフォード |
| イリノイ州           | アダムズ       |
| インディアナ州       | ジャクソン     |
| ケンタッキー州       | アダムズ       |
| ルイジアナ州         | アダムズ       |
| メイン州             | アダムズ       |
| メリーランド州       | アダムズ       |
| マサチューセッツ州   | アダムズ       |
| ミシシッピ州         | ジャクソン     |
| ミズーリ州           | アダムズ       |
| ニューハンプシャー州 | アダムズ       |
| ニュージャージー州   | ジャクソン     |
| ニューヨーク州       | アダムズ       |
| ノースカロライナ州   | クロウフォード |
| オハイオ州           | アダムズ       |
| ペンシルベニア州     | ジャクソン     |
| ロードアイランド州   | アダムズ       |
| サウスカロライナ州   | ジャクソン     |
| テネシー州           | ジャクソン     |
| バーモント州         | アダムズ       |
| バージニア州         | クロウフォード |

## 選挙人の選出
| 選挙人選出の結果                                                           | 選挙人選出の結果 |
| 選挙人の選定方法                                                           | 州 |
| -------------------------------------------------------------------------- | --- |
| 全州の選挙で選挙人を選出                                                   | アラバマ州 コネチカット州 インディアナ州 マサチューセッツ州 ミシシッピ州 ニューハンプシャー州 ニュージャージー州 ノースカロライナ州 オハイオ州 ペンシルベニア州 ロードアイランド州 バージニア州 |
| 州議会で選挙人を指名                                                       | デラウェア州 ジョージア州 ルイジアナ州 ニューヨーク州 サウスカロライナ州 バーモント州 |
| 州内を選挙人選挙区に分割、1選挙区あたり1人を選出                           | イリノイ州 ケンタッキー州 メリーランド州 ミズーリ州 テネシー州 |
| 全州の選挙で2名の選挙人を選出、残りを州内の合衆国下院議員選挙区で各1名選出 | メイン州 |